# Congiura delle polveri
La congiura delle polveri, o congiura dei gesuiti (in inglese The Gunpowder Plot, oppure Jesuit Treason) del 1605 fu un complotto progettato da un gruppo di cattolici inglesi a danno del re protestante Giacomo I d'Inghilterra, conclusosi con un fallimento.
Il piano dei congiurati era quello di far esplodere la Camera dei lord e di uccidere così il re e il suo governo durante la cerimonia di apertura del Parlamento inglese, lo State Opening, che si sarebbe tenuta il 5 novembre 1605. La cospirazione prevedeva anche il rapimento dei suoi figli, qualora questi ultimi non fossero stati presenti alla cerimonia.
Il complotto fu ideato il 20 maggio 1604 da Robert Catesby, il quale sosteneva che tutte le strade pacifiche per ottenere una politica di tolleranza per i cattolici erano già state tentate; di fronte a una persecuzione, che non diminuiva, restava solo il ricorso alla violenza. I suoi compagni erano inizialmente Thomas Winter, Jack Wright, Thomas Percy e Guy Fawkes. Ai cinque ideatori si aggiunsero in seguito Thomas Bates, Robert Keyes, Robert Wintour, Christopher Wright, John Grant, Ambrose Rookwood, Everard Digby e Francis Tresham.
Il piano fu svelato da una misteriosa lettera, ora conservata nel Public Record Office, consegnata a Lord Monteagle il 26 ottobre e presentata al re venerdì 1º novembre 1605. Nella notte del 4 novembre, Fawkes fu trovato in possesso di trentasei barili di polvere da sparo; fu quindi arrestato e torturato. In seguito, i congiurati furono impiccati e Fawkes una volta morto venne squartato.

## Contesto

### Successione al trono
Elisabetta Tudor, figlia di Enrico VIII e di Anna Bolena, aveva regnato senza consorte né figli dopo la morte della sorellastra Maria Tudor nel 1558 e aveva sempre rifiutato di nominare un erede.
Alla morte di Elisabetta, avvenuta il 24 marzo 1603, Robert Cecil, segretario di Stato, e gli altri membri del Consiglio designarono come nuovo re d'Inghilterra Giacomo VI, re di Scozia. Alcuni cattolici favorivano come successore di Elisabetta la sorella di Filippo III di Spagna, l'arciduchessa Isabella, sperando che il re di Spagna si decidesse a usare le sue truppe per ripristinare il cattolicesimo in Inghilterra.
La prima proclamazione del nuovo re fu annunciata il 24 marzo a Londra da Robert Cecil e fu festeggiata in tutta la capitale. I principali papisti dichiararono pubblicamente il loro entusiasmo in modo da proclamarsi sudditi fedeli del nuovo sovrano e i gesuiti, la cui sola presenza nel paese era illegale e punibile con la morte, dimostrarono il loro sostegno a re Giacomo. Il nuovo sovrano ordinò di cessare il fuoco nel conflitto con la Spagna e, anche se i due paesi erano teoricamente ancora in guerra, il re Filippo III diede istruzioni al suo inviato Don Juan de Tassis di congratularsi con Giacomo. I compiti di Tassis erano quelli di preparare la strada a un trattato anglo-spagnolo e di studiare la questione riguardante la libertà di culto per i fedeli della religione cattolica.

### Il regno di Giacomo e i primi complotti

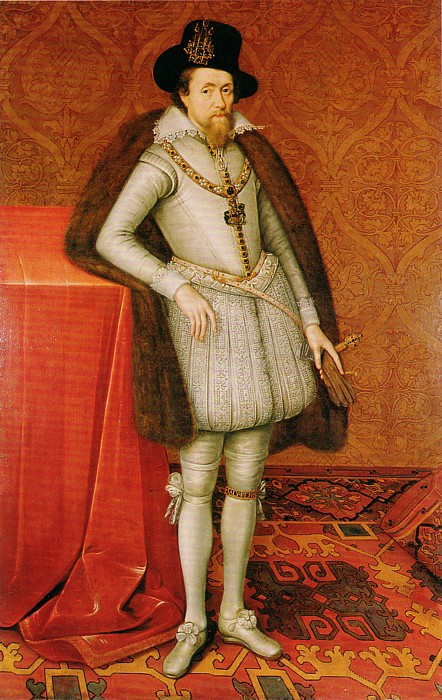
Ritratto di Giacomo I d'Inghilterra ad opera di John de Critz, circa 1606.

Durante il suo regno Giacomo fece una serie di dichiarazioni che suscitarono speranze in materia religiosa, senza però soddisfarle. I suoi rapporti con il papato non furono sinceri, poiché il re sosteneva che quella di Roma fosse la Madre Chiesa, ma non prese mai in considerazione sul serio l'idea di convertirsi al cattolicesimo. Tuttavia non rifiutò di garantire la tolleranza religiosa ai cattolici; nella sua corrispondenza segreta con Robert Cecil, incominciata nel 1601, Giacomo disse che non avrebbe mai permesso che si versasse il sangue di un uomo per opinioni religiose diverse. I cattolici potevano quindi essere tollerati, purché il loro numero non crescesse troppo.
La regina Anna, definita dagli spagnoli "la moglie cattolica", appellativo che lei non rifiutava, assicurò invece diverse volte che desiderava vivere e morire cattolica; diede inoltre modo ai cattolici di rallegrarsi durante la cerimonia di incoronazione del 25 luglio, dove aveva rifiutato di ricevere la comunione protestante. La regina assisteva ai riti protestanti in pubblico perché faceva parte dei suoi obblighi regali, ma non rinunciava ad andare a messa in privato.
In contrasto con la calma della maggior parte dei cattolici inglesi, nella prima estate del regno di Giacomo ci fu una congiura organizzata da alcuni preti e laici scontenti. Tra i partecipanti vi fu padre Watson, un fanatico appellante, e padre William Clarke, mentre tra i laici vi furono George Brooke, un aristocratico inglese figlio di William Brooke, il decimo Barone Cobham, e sir Griffin Markham, un soldato inglese. Il complotto fu chiamato Bye Plot per distinguerlo dal Main Plot (Complotto principale), che ebbe luogo nello stesso periodo, sempre con la partecipazione di George Brooke. Il piano dei congiurati era quello di tenere prigioniero il re nella Torre di Londra finché non avesse accolto una lunga serie di richieste cattoliche, fra cui la piena tolleranza; inoltre i membri del Consiglio più attivi nella persecuzione dei cattolici, Robert Cecil in particolare, sarebbero stati eliminati. Il più drastico Main Plot prevedeva invece di eliminare il re e i suoi figli, in modo da far sedere sul trono lady Arbella Stuart, cugina di primo grado di re Giacomo e quarta in ordine di precedenza fra gli aspiranti al trono, dopo i tre figli del re. I protagonisti di entrambe le congiure furono arrestati e processati.
La congiura fu sventata grazie alla delazione di due preti che, avendo avuto sentore del Bye Plot negli ambienti cattolici, si affrettarono a informare il Consiglio privato. Questa iniziativa era volta a dissociare i cattolici dai cospiratori e ricevette l'approvazione dell'arciprete e di padre Garnet, un prete gesuita. Re Giacomo fu riconoscente e diede prova della sua gratitudine sospendendo le ammende per un anno ai cattolici che ne avessero fatto richiesta. A questo complotto la comunità cattolica reagì con grande sgomento e anche il sovrano ne uscì sconcertato.
Tuttavia, il 19 febbraio 1604, Giacomo proclamò pubblicamente la sua avversione per la religione papista e con un bando ordinò a tutti i gesuiti e i preti cattolici di lasciare il regno; vennero rimesse in vigore anche le ammende per chi non si conformava alla religione di stato. Il 19 marzo il discorso che il re tenne in Parlamento vanificò le speranze di libertà di coscienza per i cattolici. Inoltre, in quella sessione del Parlamento, il re si dedicò a creare un trattato anglo-scozzese e non affrontò il discorso della tolleranza verso i cattolici.

## La congiura

### I protagonisti
Domenica 20 maggio 1604 ci fu una prima riunione tra Robert Catesby, Guy Fawkes, Tom Wintour, Jack Wright e Thomas Percy in una locanda chiamata Duck and Drake.
- Robert Catesby era nato nel Warwickshire in una famiglia cattolica. All'età di diciannove anni aveva sposato una ragazza di famiglia protestante: con questo matrimonio Robert si liberò del marchio cattolico agli occhi delle autorità. Ma dopo soli sei anni di matrimonio la moglie di Catesby morì, segnando il suo ritorno al cattolicesimo. Catesby fu il personaggio centrale della Congiura delle polveri, in quanto primo ideatore e massimo fautore del complotto.
- Guy Fawkes rappresentava una figura importante per la riuscita della congiura in quanto era conosciuto di nome ma non di persona poiché mancava dall'Inghilterra da molto tempo. Guy era nato a York in una famiglia non apertamente cattolica: la prima forte influenza cattolica nella sua vita fu esercitata dalla scuola di St. Peter's a York. Nel 1590 andò all'estero per arruolarsi in un esercito dove poter dimostrare le sue abilità e praticare liberamente la sua religione; poi si recò nelle Fiandre, dove combatté per dieci anni. Nel luglio 1603 Fawkes lasciò le Fiandre e si diresse in Spagna con l'intento di convincere il re spagnolo a invadere l'Inghilterra, ignaro del fatto che tra Spagna e Inghilterra era già stato stipulato un accordo di pace. Da questo viaggio in Spagna Fawkes ottenne solo il nuovo nome, Guido, col quale si firmava ufficialmente, mentre durante la congiura in Inghilterra usò il nome di John Johnson.
- Tom Wintour era cugino di Robert Catesby ed era nato in una famiglia cattolica e nonconformista, ma inizialmente si arruolò nell'esercito inglese e combatté con i ribelli protestanti contro la Spagna. Divenne un cattolico appassionato, come il fratello Robert, nel 1600, a causa delle ingiustizie a cui aveva assistito durante i combattimenti al fianco dei protestanti. Quando venne a conoscenza del piano di Catesby Tom tentennò, ma poi sostenne che avrebbe rischiato la vita per quell'impresa.
- John (detto Jack) Wright, cognato di Thomas Percy, era un cattolico devoto; aveva partecipato insieme con Catesby alla rivolta di Essex ed era stato inserito tra i membri del gruppo per il suo valore e perché era ritenuto uno dei migliori spadaccini di quei tempi. Probabilmente fu proprio Jack Wright a parlare a Catesby di Guido Fawkes per la prima volta.
- Thomas Percy, quinto membro del nucleo ispiratore, lavorava per Henry Percy, IX conte di Northumberland e importante personaggio del regno, con il quale aveva anche un rapporto di parentela. La sua moralità era inizialmente dubbia, ma fin dalla prima riunione si impegnò affinché le parole diventassero fatti.

### Il piano
Durante il primo incontro, avvenuto in una locanda chiamata Duck and Drake, i congiurati s'impegnarono a mantenere il segreto giurando su un libro di preghiere; successivamente padre John Gerard, ignaro di tutto, celebrò la Messa e i cinque rafforzarono il giuramento con la santa comunione.
Il piano era quello di far saltare in aria con le polveri il Parlamento in modo da annientare il re e il suo governo, mettendo così la sofferenza dei cattolici sotto gli occhi di tutto il mondo. Questo avrebbe portato alla morte non solo dei colpevoli ma anche di tanti innocenti, ma i congiurati ritenevano che il valore dell'operazione fosse tale da compensarne la morte.
Un altro obiettivo importante della Congiura era quello di rapire la principessa Elisabetta, figlia del re, che aveva nove anni ed era terza in ordine di successione al trono, dietro i due fratelli, i quali sarebbero stati sicuramente presenti all'apertura del Parlamento. A complicare le cose vi fu la nascita della principessa Maria, il 9 aprile 1605, poiché anche se quest'ultima era quarta in ordine di successione, aveva il vantaggio di essere nata in Inghilterra.
Bisognava poi trovare un Protettore, ovvero un uomo che governasse il Paese nel caos che si sarebbe creato immediatamente dopo la Congiura, per riportare l'ordine e per introdurre quelle riforme religiose che rappresentavano l'obiettivo principale dell'impresa. I cospiratori designarono come Protettore il conte di Northumberland, il quale aveva simpatie per il cattolicesimo ed era parente di uno dei congiurati. Questo implicava che il conte fosse informato della congiura per evitare che si recasse alla seduta del Parlamento. I cospiratori decisero poi di lasciare tutto al caso e di scegliere il Protettore fra i sopravvissuti al colpo, con Northumberland primo della lista.
Per completare il piano e per procurare tutto il necessario servivano però altri membri: nell'autunno 1604, così, Catesby chiese ad Ambrose Rookwood di comprare della polvere da sparo e lo informò del piano. Qualche mese dopo venne reclutato il settimo membro, Thomas Bates, servitore di Catesby, il quale lo considerava più come un familiare che come un dipendente. Il 25 marzo 1605 il gruppo si allargò ancora quando Robert Wintour, John Grant e Kit Wright vennero a conoscenza del segreto. Il 14 ottobre Catesby reclutò Francis Tresham e il 21 informò del segreto Everard Digby, tredicesimo e ultimo congiurato.
Catesby sentì la necessità di parlare del piano a padre Tesimond, un gesuita, sotto forma di confessione. Tesimond, con il consenso del suo penitente, andò poi dal suo superiore, padre Garnet, per dividere con lui il peso di quello che gli era stato rivelato. Garnet, pur non essendo favorevole a questo piano, non poté rivelare a nessuno ciò che sapeva, in quanto per i cattolici qualsiasi informazione ricevuta in confessione non poteva essere riferita in nessuna circostanza. Tuttavia, pur non potendo utilizzare quelle informazioni, non era detto che padre Garnet dovesse permettere che le cose andassero avanti. Scrisse subito una lettera al nuovo papa Paolo V, dove veniva chiesto di emanare un breve editto contro l'uso della forza armata, usando come pretesto i disordini avvenuti nel Galles fra i cattolici nonconformisti. Scrisse poi al Preposito generale della Compagnia di Gesù a Roma, Claudio Acquaviva, dicendogli di avere già impedito in quattro occasioni il ricorso alla violenza e che in qualche altro paese si potesse arrivare alle armi; scrisse anche: «...c'è il rischio che qualcuno possa commettere tradimento o usare la forza contro il re».
Il 25 marzo 1605 fu concluso il contratto di affitto di una cantina vicina alla casa di John Whynniard; fu Thomas Percy a chiedere l'uso di questa cantina con la scusa che sua moglie stava per raggiungerlo a Londra. La cantina era disposta sotto la Camera dei Lord e fu poi conosciuta come la "cantina di Guy Fawkes". Al suo interno, con il passare degli anni, si era accumulata una gran quantità di cianfrusaglie, pezzi di legno, materiali edili e altro; questo ne faceva il posto ideale, poiché aveva un'aria sporca e disordinata, apparentemente innocua. I congiurati incominciarono immediatamente a trasportare i barili di polvere all'interno della cantina fino a raggiungere il numero di trentasei barili. Accumularli non fu difficile per Catesby e i suoi compagni, dal momento che la polvere da sparo faceva parte delle dotazioni di tutti i soldati, i quali ne vendevano una parte per guadagnare un po' di soldi. I barili furono trasportati dalla casa di Catesby, che si trovava su una riva del fiume, alla riva opposta, dove si trovava la cantina. La polvere nera che fu usata dai cospiratori era formata da zolfo, salnitro e carbone di legna miscelati con acqua e alcol, essiccati in forno e sbriciolati in grani; era l'esplosivo ideale in quanto era facilmente infiammabile ma insensibile agli urti, quindi poteva essere trasportato facilmente. L'unico problema era rappresentato dal fatto che, dopo un certo periodo di tempo, le polveri si deterioravano, ovvero gli ingredienti si separavano e andavano miscelati di nuovo; la polvere deteriorata era inutilizzabile perché innocua.
Gli ultimi dettagli del piano furono perfezionati nel mese di ottobre in una serie di taverne a Londra e a Daventry. Fu deciso che Fawkes avrebbe acceso la miccia nella cantina e si sarebbe poi allontanato velocemente per evitare l'esplosione, scappando con una barca sull'altra riva del Tamigi. Contemporaneamente sarebbe scoppiata una rivolta nell'Inghilterra centrale e la principessa Elisabetta sarebbe stata rapita: Catesby ne avrebbe poi organizzato il matrimonio con un nobile cattolico. Successivamente Fawkes avrebbe lasciato il continente per spiegare ai regnanti cattolici, come Alberto e Isabella, che far saltare in aria il re e il suo governo era stato un sacro dovere.

### Primi sospetti e lettera a Monteagle
A un certo punto il nome di Fawkes comparve nei rapporti segreti di Robert Cecil, conte di Salisbury, il quale disponeva di un gran numero di spie, non solo nelle Fiandre ma anche in Italia, Spagna, Danimarca e Irlanda. La spia che indirizzò i sospetti su Guy Fawkes fu il capitano William Turner, ma nel rapporto non si parlava di quella che sarebbe diventata poi la Congiura delle polveri. Turner era riuscito solo a collegare il nome di Fawkes con quello di Catesby, definendoli "sudditi ribelli". Turner inoltre lanciò l'allarme per una cospirazione di luglio, che in realtà non avvenne.
Tutto cambiò il 26 ottobre a causa di una lettera misteriosa e sgrammaticata che fu consegnata a lord Monteagle mentre si trovava nella sua casa di Hoxton. La lettera, che era stata consegnata da uno sconosciuto verso le sette di sera a un servitore di Monteagle di nome Thomas Ward, diceva:
()
Nonostante la lettera gli fosse stata recapitata di notte, Monteagle decise di andare a sottoporre il problema a Salisbury, il quale non volle avvertire immediatamente il re, che era impegnato nei suoi esercizi di caccia nei pressi di Royston e non sarebbe rientrato a Londra prima del 31 ottobre. Salisbury però avvertì gli altri membri del Consiglio, tra cui lord Northampton, un papista, e il lord cattolico Worcester.
Thomas Ward informò immediatamente Tom Wintour della lettera, il quale disse a Catesby di rinunciare all'impresa; Catesby non si lasciò convincere, sostenendo che la lettera fosse troppo vaga per costituire un vero e proprio pericolo per i congiurati.

### Scoperta
Venerdì 1º novembre Salisbury presentò la lettera al re, il giorno dopo il Consiglio si riunì per prendere provvedimenti sulla questione sollevata da Salisbury e fu comunicato al re che lunedì 4 novembre il lord ciambellano Suffolk avrebbe controllato l'intero palazzo del Parlamento "di sopra e di sotto".
Re Giacomo non si ritenne soddisfatto delle due perquisizioni effettuate da lord Suffolk e decise di far compiere un nuovo controllo a una piccola squadra agli ordini di sir Thomas Knevett, gentiluomo di camera del re e giudice di pace di Westminster. Così, intorno alla mezzanotte del 4 novembre, gli uomini capitanati da Knevett ricontrollarono il Parlamento e scesero nello scantinato, dove videro un uomo avvolto in un mantello che si aggirava nei pressi del Parlamento. Quell'uomo, che disse di chiamarsi John Johnson e di essere al servizio di Thomas Percy, fu bloccato e catturato: si trattava in realtà di Guy Fawkes. Il governo emise immediatamente un mandato di arresto per Thomas Percy.
Il 7 novembre, mentre Percy era ancora a piede libero, il conte di Northumberland fu messo agli arresti domiciliari presso l'arcivescovo di Canterbury, a Lambeth Palace. Il conte di Northumberland fu arrestato in quanto ritenuto complice della congiura, dal momento che Percy lavorava per lui.
Lo stesso giorno le polveri trovate nello scantinato furono portate nella Torre di Londra, dove vennero depositate nel magazzino del re, nell'ufficio della Reale Artiglieria.

### Fuga
La notizia di quello che era successo a Guy Fawkes arrivò ai cospiratori, che incominciarono a fuggire. I congiurati che si misero immediatamente in marcia verso Dunchurch erano sei: Catesby – che era stato informato del disastro da Rookwood –, Bates, Percy, i fratelli Wright e lo stesso Rookwood. Tom Wintour era inizialmente rimasto a Londra per scoprire cosa fosse successo precisamente: partì solo dopo aver udito qualcuno in strada dire «Hanno scoperto una congiura per far saltare in aria il re e tutti i lord».
Il piano di Catesby era quello di procurarsi armi e cavalli per poi dirigersi verso ovest e verso il Galles, dove i cattolici inquieti sarebbero andati ad accrescere le loro file. In quel momento i cospiratori credevano infatti che i cattolici sarebbero insorti, ma in realtà i londinesi, tra cui anche i cattolici, cominciarono ad accendere falò e a festeggiare la salvezza del re. Il martedì 5 novembre 1605 furono accesi i primi fuochi, che sarebbero continuati a distanza di secoli, per commemorare "le polveri, il tradimento e la congiura" (gunpowder, treason and plot).
Si recarono quindi a Warwick Castle, dove riuscirono ad assicurarsi alcuni cavalli; questo provocò il bando del governo che elencava i nomi dei ricercati, ovvero: Percy, Catesby, Rookwood, i due Wright, Thomas Wintour, John Grant (erroneamente chiamato Edward Grant) e Robert Ashfield, servitore di Catesby, probabilmente scambiato con Bates. Successivamente fecero una sosta a Norbrook per prendere le armi che vi erano depositate e ripartirono verso Huddington. Qui Catesby ordinò a Bates di fare una deviazione per informare padre Garnet dell'accaduto, consegnandogli una lettera in cui dichiarava ancora la correttezza di quello che stava facendo. Inoltre gli chiese di radunare uomini nel Galles dove si credeva che l'appoggio cattolico fosse forte.
Successivamente i fuggitivi si recarono a Holbeach House; si erano accorti di essere seguiti, ma pensarono si trattasse di rinforzi. A seguirli era invece il posse comitatus, una squadra di duecento uomini armati dello sceriffo del Worcestershire, Sir Richard Walsh, con "il potere e l'autorità della contea", che circondarono Holbeach. Alcuni dei congiurati furono arrestati e altri, tra cui Catesby, morirono combattendo contro Walsh e i suoi uomini.

### Interrogatorio e torture
Nel frattempo "John Johnson" veniva sottoposto a interrogatorio. Fawkes ammise solo di essere cattolico e che la sua intenzione era quella di far saltare in aria il Parlamento; disse anche che l'unico rimpianto che aveva era quello di non esserci riuscito.
Così, il 6 novembre, il re firmò una lettera in cui scrisse che per quel "temerario" di John Johnson si dovesse ricorrere alla tortura. La tortura era contraria alla common law inglese e veniva utilizzata solo in casi estremi, tra cui rientrava il tradimento: poteva quindi essere usata  legittimamente sui congiurati. La tortura aveva comunque le sue regole: nessuno doveva essere torturato a morte, anche perché sarebbe stato controproducente. Le persone menomate o mutilate non potevano subire la tortura, poiché vi era il rischio che non sopravvivessero. Se non si ottenevano le informazioni ricercate, la vittima non andava sottoposta a ulteriori torture.
Nella lettera Giacomo scrisse che bisognava usare su Fawkes «...per prime le torture più blande et sic per gradus ad ima tenditur (e quindi per gradi si procedesse alle peggiori)». Le torture più blande erano le manette: il traditore veniva appeso per i polsi a un muro per mezzo di bracciali di ferro che si potevano stringere gradualmente e sotto i piedi aveva degli scalini di legno che poi venivano tolti. Il tipo di tortura peggiore era invece il cavalletto, che consisteva in un grande telaio di legno rialzato da terra, dove il prigioniero veniva disteso con i polsi e le caviglie legate per mezzo di corde a due cilindri rotanti: facendo ruotare i cilindri la vittima veniva tirata contemporaneamente dalle braccia e dalle gambe. Il cavalletto causava inevitabilmente lussazioni e lesioni permanenti.
A Londra vi era un unico cavalletto, che si trovava nella Torre di Londra, dove Fawkes fu quindi trasferito, anche se non si sa per certo se sia stato usato o meno su di lui.

### Confessioni
Il 7 novembre Fawkes crollò nel corpo e nello spirito, rivelò la sua vera identità e disse che la congiura era limitata a cinque persone. La confessione più importante fu quella dell'8 novembre, dove Fawkes fece dei nomi, ma non di preti. Disse anche che il giuramento dei congiurati era stato sancito con il sacramento della comunione, ma che il prete che aveva celebrato la messa non sapeva nulla. Non incriminò nemmeno nessuno dei cattolici più importanti del tempo, né l'identità del Protettore. L'ultima confessione fu quella del 9 novembre, autenticata davanti ai commissari il 10, in cui Fawkes fece il nome di Francis Treshman, attribuendogli però un ruolo secondario, e disse che il prete che aveva celebrato il sacramento era padre Gerard, ribadendo però che era all'oscuro di tutto.
Nonostante le confessioni di Fawkes, il Consiglio non era riuscito a ottenere tutte le informazioni che desiderava a proposito dei preti e non era riuscito neanche a scoprire l'identità del futuro Protettore. Il conte di Northumberland non venne torturato, in quanto era un uomo importante e non uno sconosciuto, ma fu comunque sottoposto a un interrogatorio.
La confessione che il Consiglio aspettava arrivò solo il 4 dicembre da Thomas Bates, il quale chiamò in causa padre Tesimond e padre Garnet, trasformando così la Congiura nel "complotto dei gesuiti".

### Provvedimenti
Il 15 gennaio 1606 fu deciso che era stato accumulato abbastanza materiale per procedere contro i preti che avevano partecipato al complotto; il bando ufficiale citava padre Garnet, padre Gerard e padre Tesimond (che usava lo pseudonimo di padre Greenway). Da questo momento i gesuiti vennero considerati i primi colpevoli di quella congiura che in realtà avevano tentato di sventare. Padre Tesimond e padre Gerard riuscirono a scappare e a evitare l'arresto.
Padre Garnet ricevette tuttavia un trattamento più mite rispetto agli altri prigionieri: fu sistemato in una cella della Torre di Londra che aveva un foro attraverso il quale si poteva comunicare con il prigioniero della cella adiacente, in questo caso il padre gesuita Edward Oldcorne. Padre Garnet non sospettò nulla e di conseguenza, a partire dal 23 febbraio, John Locherson ed Edward Fawcett, due osservatori del governo, poterono ascoltare una serie di conversazioni in cui vennero fatti anche dei nomi di alcuni nobili, fra cui Northampton e Rutland.
Il 21 gennaio il Parlamento si riunì per decidere quali fossero le misure di sicurezza da prendere riguardo al pericolo di pratiche papiste. Due giorni dopo sir Edward Montague, rappresentante del Northamptonshire, presentò una proposta di legge per istituire un pubblico ringraziamento da tenere ogni anno il 5 novembre.
Il lunedì 27 gennaio 1606 ebbe inizio il processo contro gli otto cospiratori superstiti: sette di questi furono portati a bordo di una chiatta dalla Torre di Londra. Erano Guy Fawkes, Thomas e Robert Wintour, John Grant, Ambrose Rookwood, Everard Digby e Robert Keyes. Thomas Bates, dato il suo stato sociale inferiore, era detenuto nella prigione meno importante di Gatehouse. Catesby, Percy e i due Wright erano stati uccisi, mentre Francis Treshman era deceduto durante la prigionia a causa della stranguria, un'infiammazione delle vie urinarie. Questi otto uomini furono giudicati colpevoli e condannati a morte. Furono tenuti prigionieri nella Camera Stellata prima di essere portati a Westminster Hall, dove furono allineati su un palco costruito appositamente. I lord commissari che presiedettero al processo erano i conti di Suffolk, Worcester, Northampton e Devonshire, oltre a Salisbury.
Tutti gli altri cattolici che erano stati arrestati perché considerati complici, come anche i familiari dei colpevoli, ricevettero il perdono politico, a condizione che pagassero il dovuto.
Da quel momento i cattolici non poterono più praticare la professione legale, né diventare ufficiali dell'esercito o della marina e possedere armi. Non potevano laurearsi e non poterono votare fino al 1797. A queste si aggiungevano le sanzioni spirituali, per cui i cattolici dovevano sposarsi e battezzare i figli con il rito anglicano e farsi seppellire nei cimiteri anglicani. Nel 1613 fu presentato un disegno di legge, che però non venne accettato, per obbligare i cattolici a portare un cappello rosso o delle calze colorate, non solo per poterli riconoscere facilmente ma anche per poterli deridere.

### Esecuzioni

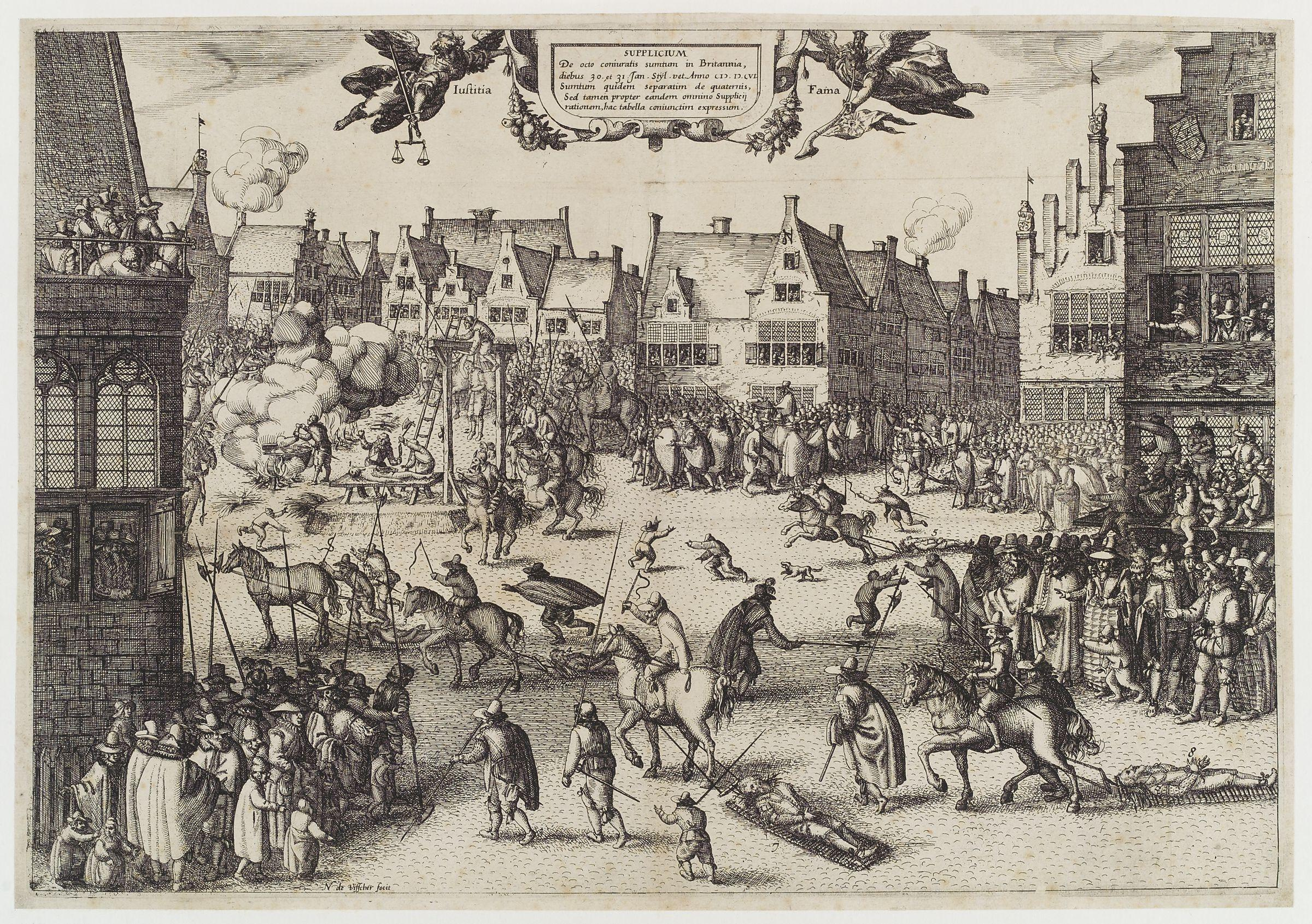
Stampa dell'esecuzione dei membri della congiura tramite impiccagione (di Claes Jansz Visscher).

Gli otto condannati furono messi a morte in due gruppi in giorni diversi: il 30 gennaio toccò a sir Everard Digby, Robert Wintour, John Grant e Thomas Bates, mentre il giorno successivo ebbero luogo le altre quattro esecuzioni.
La prima esecuzione avvenne nella parte occidentale del cortile di St. Paul, verso la casa del vescovo di Londra. Digby fu il primo a salire: prima di morire dichiarò di non avere alcuna colpa, ma ammise di aver infranto la legge e per questo chiese perdono a Dio e al re. Il secondo fu Robert Wintour, che parlò poco e andò incontro alla morte pregando silenziosamente. John Grant, il terzo, fu l'unico che giustificò il proprio operato e che non confessò alcuna colpa. A parlare di più fu Bates, il quale si mostrò pentito: disse che aveva partecipato al complotto per l'affetto che lo legava al suo padrone Catesby, il quale gli aveva fatto dimenticare i suoi doveri "verso Dio, il re e la patria".
Le altre quattro esecuzioni ebbero luogo nel cortile del palazzo di Westminster: i personaggi più colpevoli furono messi a morte proprio nel luogo che avevano deciso di distruggere. Tom Wintour fu il primo: una volta sul patibolo, disse che non c'era tempo per parlare perché era lì per morire. Poi fu il turno di Ambrose Rookwood, che chiese perdono e implorò Dio di far sì che il sovrano diventasse cattolico. Robert Keyes invece decise di non aspettare il boia: mentre era sul patibolo col cappio al collo si buttò da solo. Guy Fawkes fu l'ultimo a salire, chiese perdono al re e allo stato ma al tempo stesso continuò a fare il segno della croce.
Questi otto uomini, come fece notare Salisbury, morirono tutti da cattolici: nessuno, sul punto di morte, rinnegò la propria fede per la quale avevano sacrificato prima la libertà e poi la vita.
Il 3 maggio 1606 fu giustiziato padre Garnet. Egli non chiese perdono e dichiarò che lo stavano condannando per aver tenuto per sé i segreti del confessionale, dal momento che era venuto a conoscenza della congiura in questo modo. L'usanza di sventrare e squartare il corpo ancora vivo, che fu applicata agli otto congiurati, non fu applicata al prete. La folla infatti chiese al boia di lasciarlo morire impiccato per alleviare le sue sofferenze.

## Bonfire Night
In ricordo dell'impresa fallita di Guy Fawkes, a partire dai primi anni del Novecento, dieci guardie del corpo del re controllano i sotterranei, dove adesso passano le condutture del moderno impianto di riscaldamento del palazzo di Westminster, prima che il sovrano apra ufficialmente il Parlamento. Le guardie sono chiamate Yeomen of the Guard e ispezionano ancora oggi i sotterranei, indossando uniformi rosse e cappelli neri. Questa data viene commemorata con il nome di Guy Fawkes Day o Bonfire Night (notte dei falò).

## Nella cultura di massa
La congiura ha ispirato la miniserie televisiva britannica Gunpowder e il film V per vendetta.